# 1. Fußball-Club Kaiserslautern 1983-1984
Questa voce raccoglie le informazioni riguardanti il 1. Fußball-Club Kaiserslautern nelle competizioni ufficiali della stagione 1983-1984.

## Stagione
Nella stagione 1983-1984 il Kaiserslautern, allenato da Dietrich Weise, Ernst Diehl e Manfred Krafft, concluse il campionato di Bundesliga al 12º posto. In Coppa di Germania il Kaiserslautern fu eliminato al secondo turno dal Karlsruhe. In Coppa UEFA il Kaiserslautern fu eliminato al primo turno dal Watford.

## Rosa
| N. |                     | Ruolo | Calciatore         |
| -- | ------------------- | ----- | ------------------ |
|    | Germania (bandiera) | P     | Roland Grüner      |
|    | Svezia (bandiera)   | P     | Ronnie Hellström   |
|    | Germania (bandiera) | P     | Armin Reichel      |
|    | Germania (bandiera) | D     | Andreas Brehme     |
|    | Germania (bandiera) | D     | Hans-Peter Briegel |
|    | Germania (bandiera) | D     | Michael Dusek      |
|    | Germania (bandiera) | D     | Franco Foda        |
|    | Germania (bandiera) | D     | Stefan Glaser      |
|    | Germania (bandiera) | D     | Herbert Hoos       |
|    | Germania (bandiera) | D     | Kurt Lang          |
|    | Germania (bandiera) | D     | Hans-Werner Moser  |
|    | Germania (bandiera) | D     | Manfred Plath      |

| N. |                     | Ruolo | Calciatore         |
| -- | ------------------- | ----- | ------------------ |
|    | Germania (bandiera) | D     | Wolfgang Wolf      |
|    | Germania (bandiera) | C     | Hans Bongartz      |
|    | Germania (bandiera) | C     | Norbert Eilenfeldt |
|    | Germania (bandiera) | C     | Reiner Geye        |
|    | Germania (bandiera) | C     | Theo Gries         |
|    | Germania (bandiera) | C     | Dieter Kitzmann    |
|    | Germania (bandiera) | C     | Tino Löchelt       |
|    | Germania (bandiera) | C     | Werner Melzer      |
|    | Germania (bandiera) | A     | Thomas Allofs      |
|    | Germania (bandiera) | A     | Axel Brummer       |
|    | Germania (bandiera) | A     | Bruno Hübner       |
|    | Svezia (bandiera)   | A     | Torbjörn Nilsson   |

## Organigramma societario
Area tecnica
- Allenatore: Manfred Krafft
- Allenatore in seconda:
- Preparatore dei portieri:
- Preparatori atletici:

## Calciomercato

### Sessione estiva
| Acquisti | Acquisti      | Acquisti                 | Acquisti |
| R.       | Nome          | da                       | Modalità |
| -------- | ------------- | ------------------------ | -------- |
| D        | Franco Foda   | Kaiserslautern (allievi) |          |
| P        | Roland Grüner | Greuther Fürth           |          |
| D        | Kurt Lang     | Kaiserslautern II        |          |

| Cessioni | Cessioni         | Cessioni       | Cessioni |
| R.       | Nome             | a              | Modalità |
| -------- | ---------------- | -------------- | -------- |
| A        | Uwe Frowein      | Hertha Berlino |          |
| C        | Friedhelm Funkel | Uerdingen 05   |          |

### Sessione invernale
| Acquisti | Acquisti | Acquisti | Acquisti |
| R.       | Nome     | da       | Modalità |
| -------- | -------- | -------- | -------- |

| Cessioni | Cessioni | Cessioni | Cessioni |
| R.       | Nome     | a        | Modalità |
| -------- | -------- | -------- | -------- |

## Risultati

### Bundesliga

#### Girone di andata
| Arbitro: | Stäglich |

|                                          |           |                        |
| Kaltz 9’ (rig.), 44’ Schatzschneider 53’ | Marcatori | 60’ Melzer 63’ Nilsson |

| Arbitro: | Assenmacher |

|                              |           |                               |
| Brehme 4’ (rig.) Brummer 68’ | Marcatori | 14’ Corneliusson 67’ Allgöwer |

| Arbitro: | Retzmann |

|                               |           |                      |
| Brummer 33’ Brehme 64’ (rig.) | Marcatori | 73’ Schaub 81’ Klotz |

| Arbitro: | Brückner |

|                                     |           |              |
| Gulich 54’ de Loo 71’ Loontiens 79’ | Marcatori | 49’ Kitzmann |

| Arbitro: | Walz |

|                                     |           |  |
| Nilsson 34’ Bongartz 36’ Allofs 45’ | Marcatori |  |

| Arbitro: | Horeis |

|                                       |           |                               |
| Schröder 12’ Geils 19’ Pagelsdorf 22’ | Marcatori | 40’ (rig.) Brehme 67’ Briegel |

| Arbitro: | Correll |

|                                                                   |           |                           |
| Brehme 11’ (rig.) Bongartz 29’ Nilsson 41’ Briegel 50’ Allofs 72’ | Marcatori | 37’ Bommer 73’ Bockenfeld |

| Arbitro: | Pauly |

|                                  |           |                        |
| Krause 18’, 67’ Michelberger 57’ | Marcatori | 9’ Allofs 74’ Kitzmann |

| Arbitro: | Wippker |

|                                 |           |                             |
| Geye 8’ Hoos 53’ Eilenfeldt 87’ | Marcatori | 6’, 67’ Völler 26’ Reinders |

| Arbitro: | Risse |

|                                   |           |  |
| Worm 54’, 63’ Lux 75’, 78’ (rig.) | Marcatori |  |

| Arbitro: | Roth |

|                        |           |  |
| Brehme 58’ Nilsson 74’ | Marcatori |  |

| Arbitro: | Walz |

|                                               |           |            |
| Schulz 37’ Schreier 43’, 45’ (rig.) Kuntz 61’ | Marcatori | 32’ Brehme |

| Arbitro: | Wiesel |

|  |           |                       |
|  | Marcatori | 71’ Mill 81’ Matthäus |

| Arbitro: | Brehm |

|            |           |                                        |
| Strack 69’ | Marcatori | 8’, 80’ Nilsson 39’ Hübner 88’ Brummer |

| Arbitro: | Pauly |

|  |           |                 |
|  | Marcatori | 60’ Augenthaler |

| Arbitro: | Roth |

|                                                  |           |                                      |
| Burgsmüller 57’ Briegel 80’ (aut.) Abramczik 87’ | Marcatori | 16’, 48’, 51’ Nilsson 36’ Eilenfeldt |

| Arbitro: | Barnick |

|            |           |  |
| Hübner 34’ | Marcatori |  |

#### Girone di ritorno
| Arbitro: | Tritschler |

|  |           |                                      |
|  | Marcatori | 32’ (rig.) Kaltz 90’ Schatzschneider |

| Arbitro: | Wahmann |

|                                                          |           |            |
| Corneliusson 18’, 30’, 79’ Reichert 55’ Sigurvinsson 90’ | Marcatori | 89’ Allofs |

| Arbitro: | Ermer |

|                 |           |  |
| Zorc 25’ (rig.) | Marcatori |  |

| Arbitro: | Walz |

|                                                 |           |                       |
| Wolf 4’ Allofs 13’, 29’ Geye 61’ Eilenfeldt 75’ | Marcatori | 33’ Funkel 90’ Gulich |

| Arbitro: | Michel |

|               |           |  |
| Waas 36’, 64’ | Marcatori |  |

| Arbitro: | Michel |

|                                                                   |           |  |
| Hübner 37’, 52’ Eilenfeldt 58’ (rig.), 83’ Allofs 65’ Nilsson 80’ | Marcatori |  |

| Arbitro: | Neuner |

|          |           |                                                   |
| Fach 72’ | Marcatori | 22’ Brehme 32’, 58’ Hübner 77’ Allofs 88’ Nilsson |

| Arbitro: | Horeis |

|             |           |              |
| Briegel 68’ | Marcatori | 73’ Hofeditz |

| Arbitro: | Brehm |

|           |           |           |
| Meier 24’ | Marcatori | 6’ Hübner |

| Arbitro: | Stäglich |

|                             |           |               |
| Allofs 17’ (rig.), 45’, 51’ | Marcatori | 61’ Studzizba |

| Arbitro: | Assenmacher |

|                    |           |  |
| Sebert 9’ Hein 85’ | Marcatori |  |

| Arbitro: | Walz |

|                        |           |  |
| Nilsson 75’ Allofs 86’ | Marcatori |  |

| Arbitro: | Brückner |

|                                |           |                 |
| Mill 3’ Rahn 48’ Frontzeck 90’ | Marcatori | 68’, 85’ Allofs |

| Arbitro: | Gabor |

|                       |           |                        |
| Hübner 73’ Allofs 84’ | Marcatori | 69’ Prestin 83’ Allofs |

| Arbitro: | Heitmann |

|                                                                   |           |                      |
| Rummenigge 2’, 44’ Kraus 64’ (rig.) Lerby 79’ (rig.) Del'Haye 83’ | Marcatori | 32’ Nilsson 33’ Wolf |

| Arbitro: | Kautschor |

|                                     |           |                           |
| Hübner 23’, 57’ Brehme 40’ Wolf 54’ | Marcatori | 31’ Trunk 55’ Burgsmüller |

| Arbitro: | Wuttke |

|                                |           |  |
| Tobollik 47’, 52’ Svensson 82’ | Marcatori |  |

### Coppa di Germania
| Arbitro: | Risse |

|               |           |                          |
| Wohlfarth 28’ | Marcatori | 62’ Briegel 119’ Nilsson |

| Arbitro: | Tritschler |

|                                               |           |                                                   |
| Boysen 32’ Günther 43’, 51’, 102’ Bühler 119’ | Marcatori | 5’ Geye 12’ Brehme 79’ (aut.) Groß 94’ Eilenfeldt |

### Coppa UEFA
| Arbitro: | Fredriksson |

|                            |           |              |
| Allofs 9’ Nilsson 55’, 85’ | Marcatori | 16’ Gilligan |

| Arbitro: | Butenko |

|                                     |           |  |
| Richardson 4’, 56’ Melzer 8’ (aut.) | Marcatori |  |

## Statistiche

### Statistiche di squadra
| Competizione      | Punti | In casa | In casa | In casa | In casa | In casa | In casa | In trasferta | In trasferta | In trasferta | In trasferta | In trasferta | In trasferta | Totale | Totale | Totale | Totale | Totale | Totale | DR |
| Competizione      | Punti | G       | V       | N       | P       | Gf      | Gs      | G            | V            | N            | P            | Gf           | Gs           | G      | V      | N      | P      | Gf     | Gs     | DR |
| ----------------- | ----- | ------- | ------- | ------- | ------- | ------- | ------- | ------------ | ------------ | ------------ | ------------ | ------------ | ------------ | ------ | ------ | ------ | ------ | ------ | ------ | -- |
| Bundesliga        | 30    | 17      | 9       | 5       | 3       | 41      | 22      | 17           | 3            | 1            | 13           | 27           | 47           | 34     | 12     | 6      | 16     | 68     | 69     | -1 |
| Coppa di Germania | -     | 0       | 0       | 0       | 0       | 0       | 0       | 2            | 1            | 0            | 1            | 6            | 6            | 2      | 1      | 0      | 1      | 6      | 6      | 0  |
| Coppa UEFA        | -     | 1       | 1       | 0       | 0       | 3       | 1       | 1            | 0            | 0            | 1            | 0            | 3            | 2      | 1      | 0      | 1      | 3      | 4      | -1 |
| Totale            | 30    | 18      | 10      | 5       | 3       | 44      | 23      | 20           | 4            | 1            | 15           | 33           | 56           | 38     | 14     | 6      | 18     | 77     | 79     | -2 |

### Andamento in campionato
| Giornata  | 1  | 2  | 3  | 4  | 5  | 6  | 7 | 8  | 9  | 10 | 11 | 12 | 13 | 14 | 15 | 16 | 17 | 18 | 19 | 20 | 21 | 22 | 23 | 24 | 25 | 26 | 27 | 28 | 29 | 30 | 31 | 32 | 33 | 34 |
| --------- | -- | -- | -- | -- | -- | -- | - | -- | -- | -- | -- | -- | -- | -- | -- | -- | -- | -- | -- | -- | -- | -- | -- | -- | -- | -- | -- | -- | -- | -- | -- | -- | -- | -- |
| Luogo     | T  | C  | C  | T  | C  | T  | C | T  | C  | T  | C  | T  | C  | T  | C  | T  | C  | C  | T  | T  | C  | T  | C  | T  | C  | T  | C  | T  | C  | T  | C  | T  | C  | T  |
| Risultato | P  | N  | N  | P  | V  | P  | V | P  | N  | P  | V  | P  | P  | V  | P  | V  | V  | P  | P  | P  | V  | P  | V  | V  | N  | N  | V  | P  | V  | P  | N  | P  | V  | P  |
| Posizione | 12 | 13 | 10 | 14 | 10 | 13 | 9 | 13 | 13 | 17 | 12 | 14 | 14 | 14 | 14 | 12 | 12 | 12 | 14 | 15 | 14 | 14 | 11 | 10 | 12 | 12 | 10 | 12 | 11 | 11 | 11 | 12 | 11 | 12 |

Legenda:

Luogo: C = Casa; T = Trasferta. Risultato: V = Vittoria; N = Pareggio; P = Sconfitta.

### Statistiche dei giocatori
| Giocatore     | Bundesliga | Bundesliga | Bundesliga  | Bundesliga | Coppa di Germania | Coppa di Germania | Coppa di Germania | Coppa di Germania | Coppa UEFA | Coppa UEFA | Coppa UEFA  | Coppa UEFA | Totale   | Totale | Totale      | Totale     |
| Giocatore     | Presenze   | Reti       | Ammonizioni | Espulsioni | Presenze          | Reti              | Ammonizioni       | Espulsioni        | Presenze   | Reti       | Ammonizioni | Espulsioni | Presenze | Reti   | Ammonizioni | Espulsioni |
| ------------- | ---------- | ---------- | ----------- | ---------- | ----------------- | ----------------- | ----------------- | ----------------- | ---------- | ---------- | ----------- | ---------- | -------- | ------ | ----------- | ---------- |
| T. Allofs     | 34         | 15         | 1           | 0          | 2                 | 0                 | 0                 | 0                 | 2          | 1          | 0           | 0          | 38       | 16     | 1           | 0          |
| H. Bongartz   | 11         | 2          | 0           | 0          | 1                 | 0                 | 0                 | 0                 | 2          | 0          | 0           | 0          | 14       | 2      | 0           | 0          |
| A. Brehme     | 33         | 8          | 6           | 0          | 2                 | 1                 | 0                 | 0                 | 2          | 0          | 0           | 0          | 37       | 9      | 6           | 0          |
| H. Briegel    | 33         | 3          | 6           | 0          | 1                 | 1                 | 0                 | 0                 | 2          | 0          | 0           | 0          | 36       | 4      | 6           | 0          |
| A. Brummer    | 19         | 3          | 0           | 0          | 2                 | 0                 | 0                 | 0                 | 2          | 0          | 0           | 0          | 23       | 3      | 0           | 0          |
| M. Dusek      | 24         | 0          | 5           | 0          | 1                 | 0                 | 0                 | 0                 | 0          | 0          | 0           | 0          | 25       | 0      | 5           | 0          |
| N. Eilenfeldt | 22         | 5          | 0           | 0          | 1                 | 1                 | 0                 | 0                 | 2          | 0          | 0           | 0          | 25       | 6      | 0           | 0          |
| F. Foda       | 3          | 0          | 1           | 0          | 0                 | 0                 | 0                 | 0                 | 0          | 0          | 0           | 0          | 3        | 0      | 1           | 0          |
| U. Frowein    | 7          | 0          | 0           | 0          | 1                 | 0                 | 0                 | 0                 | 0          | 0          | 0           | 0          | 8        | 0      | 0           | 0          |
| R. Geye       | 32         | 2          | 4           | 0          | 2                 | 1                 | 2                 | 0                 | 2          | 0          | 0           | 0          | 36       | 3      | 6           | 0          |
| S. Glaser     | 1          | 0          | 0           | 0          | 0                 | 0                 | 0                 | 0                 | 0          | 0          | 0           | 0          | 1        | 0      | 0           | 0          |
| T. Gries      | 1          | 0          | 0           | 0          | 0                 | 0                 | 0                 | 0                 | 0          | 0          | 0           | 0          | 1        | 0      | 0           | 0          |
| R. Grüner     | 9          | 0          | 0           | 0          | 1                 | 0                 | 0                 | 0                 | 1          | 0          | 0           | 0          | 11       | 0      | 0           | 0          |
| R. Hellström  | 23         | 0          | 0           | 0          | 0                 | 0                 | 0                 | 0                 | 0          | 0          | 0           | 0          | 23       | 0      | 0           | 0          |
| H. Hoos       | 20         | 1          | 2           | 0          | 2                 | 0                 | 0                 | 0                 | 0          | 0          | 0           | 0          | 22       | 1      | 2           | 0          |
| B. Hübner     | 20         | 10         | 1           | 0          | 0                 | 0                 | 0                 | 0                 | 0          | 0          | 0           | 0          | 20       | 10     | 1           | 0          |
| D. Kitzmann   | 11         | 2          | 1           | 0          | 2                 | 0                 | 0                 | 0                 | 1          | 0          | 0           | 0          | 14       | 2      | 1           | 0          |
| K. Lang       | 3          | 0          | 0           | 0          | 0                 | 0                 | 0                 | 0                 | 0          | 0          | 0           | 0          | 3        | 0      | 0           | 0          |
| T. Löchelt    | 14         | 0          | 0           | 0          | 0                 | 0                 | 0                 | 0                 | 0          | 0          | 0           | 0          | 14       | 0      | 0           | 0          |
| W. Melzer     | 32         | 1          | 1           | 0          | 2                 | 0                 | 1                 | 0                 | 2          | 0          | 0           | 0          | 36       | 1      | 2           | 0          |
| H. Moser      | 2          | 0          | 0           | 0          | 0                 | 0                 | 0                 | 0                 | 0          | 0          | 0           | 0          | 2        | 0      | 0           | 0          |
| T. Nilsson    | 32         | 13         | 2           | 0          | 2                 | 1                 | 0                 | 0                 | 2          | 2          | 0           | 0          | 36       | 16     | 2           | 0          |
| M. Plath      | 5          | 0          | 0           | 0          | 0                 | 0                 | 0                 | 0                 | 1          | 0          | 0           | 0          | 6        | 0      | 0           | 0          |
| A. Reichel    | 3          | 0          | 0           | 1          | 1                 | 0                 | 0                 | 0                 | 1          | 0          | 0           | 0          | 5        | 0      | 0           | 1          |
| W. Wolf       | 29         | 3          | 2           | 0          | 2                 | 0                 | 0                 | 0                 | 2          | 0          | 0           | 0          | 33       | 3      | 2           | 0          |